# Cot Batee
Cot Batee is een bestuurslaag in het regentschap Bireuen van de provincie Atjeh, Indonesië. Cot Batee telt 1824 inwoners (volkstelling 2010).